# 威廉·麦独孤
威廉·麦独孤英語：（；1871年6月22—1938年11月28日）是20世纪早期的一位心理学家。威廉·麦独孤前半生主要在英国度过，而后前往美国。在英语圈中，他写了许多有关涉及本能理论的发展、社会心理学的教科书，有很大的影响。